# Locais de sepultamento dos monarcas da Bélgica
Esta é uma lista dos locais de sepultamento dos monarcas da Bélgica.

## Rei da Bélgica(1831-atualmente)

### Cripta RealdaIgreja de Nossa Senhora de Laeken, emLaeken
| Monarca      | Imagem do monarca | Data de falecimento               | Local do falecimento                               | Imagem do túmulo | Observações |
| ------------ | ----------------- | --------------------------------- | -------------------------------------------------- | ---------------- | --- |
| Leopoldo I   |                   | 10 de dezembro de 1865 (74 anos)  | Castelo Real de Laeken, Bélgica                    |                  | No dia 16 de dezembro, o funeral do rei foi celebrado com grande solenidade. Ele foi inicialmente sepultado na capela Santa Bárbara da antiga igreja de Laeken ao lado da Rainha Luísa. Somente em 20 de abril de 1876 é que seus restos mortais e os da rainha descansaram na cripta real da nova Igreja de Nossa Senhora de Laeken. |
| Leopoldo II  |                   | 17 de dezembro de 1909 (74 anos)  | Castelo Real de Laeken, Bélgica                    |                  | Em 22 de dezembro, foi sepultado na cripta real da Igreja de Nossa Senhora de Laeken, durante um funeral que, contrariamente à sua vontade formal, assumiu um caráter nacional. |
| Alberto I    |                   | 17 de fevereiro de 1934 (58 anos) | Montanhas de Marche Dames, Namur, Bélgica          |                  | Morreu em acidente de escalada, em Marche-les-Dames, na região de Ardenas. O seu funeral de Estado realiza-se no dia 22 de fevereiro em Bruxelas, perante um público de cerca de dois milhões de pessoas. |
| Leopoldo III |                   | 25 de setembro de 1983 (81 anos)  | Clínica Universitária Saint-Luc, Bruxelas, Bélgica |                  | Faleceu na noite de 24 para 25 de setembro de 1983, após um grande procedimento cirúrgico nas coronárias. |
| Balduíno     |                   | 31 de julho de 1993 (62 anos)     | Villa Astrida, Motril, Andaluzia, Espanha          |                  | Morreu de parada cardíaca durante as férias em sua villa em Motril, Espanha, aos 62 anos. Os restos mortais do rei foram trazidos de avião para a Base Aérea de Melsbroek na noite de 1º para 2 de agosto, depois transferidos para o Castelo de Laeken e depois, com parada na Coluna do Congresso em frente ao túmulo do Soldado Desconhecido, para o Palácio Real de Bruxelas, onde as autoridades e depois a população puderam prestar-lhe homenagem durante vários dias. No total, 500 mil belgas foram rezar no palácio real. O funeral ocorreu em 7 de agosto de 1993 na Catedral de São Miguel e Santa Gudula, em Bruxelas, durante uma celebração de glória e esperança solicitada por sua esposa, que compareceu vestida de branco, cor da ressurreição e cor do luto católico. Um segundo serviço religioso é celebrado para a família na Igreja de Nossa Senhora em Laeken, antes do corpo ser baixado para a cripta real para descansar perto dos anteriores reis e rainhas belgas. |